# ريتشارد أ. وايت
ريتشارد أ. وايت (بالإنجليزية: Richard A. Waite)‏ هو مهندس معماري أمريكي، ولد في 14 مايو 1848 في لندن في المملكة المتحدة، وتوفي في 7 يناير 1911 في نيويورك في الولايات المتحدة.